# Seniorat zwoleński
Seniorat zwoleński (słow. Zvolenský seniorát) – jeden z senioratów Dystryktu Zachodniego  Ewangelickiego Kościoła Augsburskiego Wyznania na Słowacji z siedzibą w Ostrej Luce. Na seniorat składa się 18 zborów z 20.292 członkami.
W jego skład wchodzą zbory: Badín, Bańska Bystrzyca, Bańska Bystrzyca-Radvaň, Brezno, Dobrá Niva, Górna Ligota, Horná Mičiná, Hrochoť, Hronsek, Kremnica, Ľubietová, Mýto pod Ďumbierom, Očová, Ostrá Lúka, Poniky, Slovenská Ľupča, Zwoleń, Zvolenská Slatina.